# Mohamed Oulhaj
Mohamed Oulhaj (Casablanca, 6 januari 1988) is een Marokkaanse voetballer die doorgaans als verdediger speelt. Hij stroomde in 2007 door vanuit de jeugd van Raja Casablanca.

## Carrière
Oulhaj stroomde in 2007 door vanuit de jeugd van  Raja Casablanca. Hij debuteerde op 22 september 2007 op negentienjarige leeftijd tegen Olympique Khouribga in het eerste team. Oulhaj maakte op 19 oktober 2008 zijn eerste doelpunt als prof, tegen Jeunesse Massira.

## Clubstatistieken
| Seizoen | Club            | Wedstrijden | Doelpunten | Competitie |
| ------- | --------------- | ----------- | ---------- | ---------- |
| 2008/09 | Raja Casablanca | 4           | 0          | GNF 1      |
| 2009/10 | Raja Casablanca | 2           | 0          | GNF 1      |
| 2010/11 | Raja Casablanca | 22          | 0          | GNF 1      |
| 2011/12 | Raja Casablanca | 30          | 3          | GNF 1      |
| 2012/13 | Raja Casablanca | 28          | 4          | GNF 1      |
| 2013/14 | Raja Casablanca | 34          | 0          | GNF 1      |
| 2014/15 | Raja Casablanca | 27          | 0          | GNF 1      |
| 2015/16 | Raja Casablanca | 24          | 1          | GNF 1      |
| Totaal  |                 | 192         | 8          |            |

## Erelijst
- Landskampioen GNF 1 (Raja Casablanca): 2008/09, 2010/11 en 2012/2013.
- Vicekampioen GNF 1 (Raja Casablanca): 2009/10
- Bekerwinnaar Coupe du Trône (Raja Casablanca): 2012, 2017
- Finalist FIFA Club World Cup  (Raja Casablanca): 2013
- Vicekampioen GNF 1 (Raja Casablanca): 2014

1 Zniti  ·
2 Douik ·
4 Gael Ngah ·
5 Moutouali ·
6 Ngoma ·
7 Islah ·
8 Al-Warfali ·
10 Benhalib ·
11 Jabroun ·
12 El Haddaoui ·
13 Benoun ·
15 Haddad ·
17 Ahadad ·
18 Hafidi ·
19 Malango ·
20 Jbira ·
21 Rahimi ·
22 Bouamira ·
25 Boutayeb ·
30 Nanah ·
55 Achchakir ·
96 Arjoune ·
98 El Wardi ·
Coach: vacant
· Assistent-coach: Safri